# Lars Erik Eriksen
Lars Erik Eriksen (ur. 29 grudnia 1954 w Oslo) – norweski biegacz narciarski, srebrny medalista olimpijski oraz czterokrotny medalista mistrzostw świata.

## Kariera
W latach 1977–1984 był etatowym członkiem norweskiej kadry. Jego olimpijskim debiutem były igrzyska w Lake Placid w 1980 r. Wraz z Perem Knutem Aalandem, Ove Aunlim i Oddvarem Brå wywalczył srebro w sztafecie 4 × 10 km. W swoim najlepszym indywidualnym starcie tych igrzysk, w biegu na 50 km stylem klasycznym zajął 4. miejsce. Walkę o brązowy medal przegrał z reprezentantem Związku Radzieckiego Aleksandrem Zawiałowem o około 1,5 s. Cztery lata później, podczas igrzysk olimpijskich w Sarajewie wraz z kolegami z reprezentacji zajął 4. miejsce w sztafecie. Jego najlepszym indywidualnym wynikiem na tych igrzyskach było 6. miejsce w biegu na 30 km techniką dowolną. Na kolejnych igrzyskach już nie startował.
W 1978 r. startował na mistrzostwach świata w Lahti. Wspólnie z Ove Aunlim, Ivarem Formo i Oddvarem Brå wywalczył tam brązowy medal w sztafecie. Na tych samych igrzyskach zajął także 5. miejsce w biegu na 50 km techniką klasyczną. Największe sukcesy osiągnął podczas mistrzostw świata Oslo w 1982 r. Razem z Ove Aunlim, Pålem Gunnarem Mikkelsplassem i Oddvarem Brå zdobył złoty medal w sztafecie. Ponadto zdobył także srebrny medal w biegu na 30 km techniką dowolną oraz brązowy medal na dystansie 50 km techniką klasyczną. Ponadto cztery razy zostawał mistrzem kraju.
W sezonach 1977/1978 i 1978/1979 zajmował drugie miejsce w nieoficjalnej klasyfikacji generalnej Pucharu Świata. Ponadto w sezonie 1979/1980 zajął trzecie miejsce w klasyfikacji generalnej.
W 1984 roku został uhonorowany Medalem Holmenkollen wraz z innym Norwegiem Jacobem Vaage, który pełnił funkcję kuratora Muzeum Narciarstwa w Oslo oraz austriackim skoczkiem narciarskim Arminem Koglerem.

## Osiągnięcia

### Igrzyska olimpijskie
| Miejsce | Dzień     | Rok  | Miejscowość | Konkurencja             | Czas biegu | Strata   | Zwycięzca        |
| ------- | --------- | ---- | ----------- | ----------------------- | ---------- | -------- | ---------------- |
| 10.     | 14 lutego | 1980 | Lake Placid | 30 km stylem klasycznym | 1:27:02,80 | +3:31,54 | Nikołaj Zimiatow |
| 10.     | 17 lutego | 1980 | Lake Placid | 15 km stylem klasycznym | 41:57,63   | +1:13,88 | Thomas Wassberg  |
| 2.      | 20 lutego | 1980 | Lake Placid | Sztafeta 4 × 10 km      | 1:57:03,46 | +1:42,31 | ZSRR             |
| 4.      | 23 lutego | 1980 | Lake Placid | 50 km stylem klasycznym | 2:27:24,60 | +3:28,43 | Nikołaj Zimiatow |
| 6.      | 10 lutego | 1984 | Sarajewo    | 30 km stylem dowolnym   | 1:28:56,3  | +2:28,5  | Nikołaj Zimiatow |
| 4.      | 16 lutego | 1984 | Sarajewo    | Sztafeta 4 × 10 km      | 1:55:06,3  | +2:21,3  | Szwecja          |
| 11.     | 19 lutego | 1984 | Sarajewo    | 50 km stylem klasycznym | 2:15:55,8  | +6:13,7  | Thomas Wassberg  |

### Mistrzostwa świata
| Miejsce | Dzień     | Rok  | Miejscowość | Konkurencja             | Czas biegu | Strata   | Zwycięzca         |
| ------- | --------- | ---- | ----------- | ----------------------- | ---------- | -------- | ----------------- |
| 8.      | 19 lutego | 1978 | Lahti       | 30 km stylem klasycznym | 1:32:56,0  | +1:45,2  | Siergiej Sawielew |
| 11.     | 21 lutego | 1978 | Lahti       | 15 km stylem klasycznym | 49:09,37   | +1:19,45 | Józef Łuszczek    |
| 3.      | 23 lutego | 1978 | Lahti       | Sztafeta 4 × 10 km      | 2:05:17,63 | +1:30,74 | Szwecja           |
| 5.      | 26 lutego | 1978 | Lahti       | 50 km stylem klasycznym | 2:46:43,06 | +4:01,76 | Sven-Åke Lundbäck |
| 2.      | 20 lutego | 1982 | Oslo        | 30 km stylem dowolnym   | 1:21:52,3  | +21,4    | Thomas Eriksson   |
| 1.      | 25 lutego | 1982 | Oslo        | Sztafeta 4 × 10 km      | 1:56:27,6  | -        | Ex aequo ZSRR     |
| 3.      | 27 lutego | 1982 | Oslo        | 50 km stylem klasycznym | 2:32:00,9  | +49,0    | Thomas Wassberg   |

### Puchar Świata
W sezonach 1973/1974 - 1980/1981 Puchar Świata rozgrywany był nieoficjalnie.

#### Miejsca w klasyfikacji generalnej
- sezon 1975/1976: ?
- sezon 1976/1977: ?
- sezon 1977/1978: 2.
- sezon 1978/1979: 2.
- sezon 1979/1980: 3.
- sezon 1980/1981: 14.
- sezon 1981/1982: 11.
- sezon 1982/1983: 29.
- sezon 1983/1984: 8.
- sezon 1984/1985: 51.

#### Miejsca na podium
| Nr  | Dzień       | Rok  | Miejscowość   | Konkurencja             | Czas biegu | Pozycja | Strata | Zwycięzca          |
| --- | ----------- | ---- | ------------- | ----------------------- | ---------- | ------- | ------ | ------------------ |
| 1.  | 14 stycznia | 1978 | Reit im Winkl | 15 km                   | ?          | 2       | ?      | Sven-Åke Lundbäck  |
| 2.  | 21 grudnia  | 1978 | Telemark      | 15 km                   | ?          | 3       | ?      | Ove Aunli          |
| 3.  | 13 stycznia | 1979 | Reit im Winkl | 15 km                   | ?          | 2       | ?      | Oddvar Brå         |
| 4.  | 4 marca     | 1979 | Lahti         | 50 km                   | ?          | 1       | -      | -                  |
| 5.  | 10 marca    | 1979 | Oslo          | 50 km                   | ?          | 3       | ?      | Oddvar Brå         |
| 6.  | 8 stycznia  | 1980 | Kastelruth    | 30 km                   | ?          | 1       | -      | -                  |
| 7.  | 7 marca     | 1980 | Lahti         | 15 km                   | ?          | 2       | ?      | Aleksandr Zawjałow |
| 8.  | 20 lutego   | 1982 | Oslo          | 30 km stylem dowolnym   | 1:21:52,3  | 2       | +21,4  | Thomas Eriksson    |
| 9.  | 27 lutego   | 1982 | Oslo          | 50 km stylem klasycznym | 2:32:00,9  | 3       | +49,0  | Thomas Wassberg    |
| 10. | 12 lutego   | 1982 | Sarajewo      | 50 km stylem klasycznym | 2:32:00,9  | 2       | ?      | Bill Koch          |
| 11. | 2 marca     | 1984 | Lahti         | 15 km stylem klasycznym | ?          | 1       | -      | -                  |